# ヒデオ・ササキ
ササキ・ヒデオ（Sasaki Hideo、1919年11月25日 - 2000年8月30日）はアメリカ合衆国の造園家・ランドスケープアーキテクト。日系アメリカ人。

パール ストリート モール、コロラド州ボルダー

SWAの創始者の一人。環境デザイナーとして広く環境デザインの設計活動を展開するかたわら、ハーバード大学デザインスクールでランドスケープアーキテクト教育に従事し多くの門下生を育てた。
造園分野のリーダーでありつづけ、この職業の発展に大きく貢献。またランドスケープ デザイン、都市デザイン、エコロジーに関する多数の書籍や記事を執筆または共著し、米国ランドスケープ アーキテクチャ財団の創設にも尽力。彼は米国造園家協会 (ASLA) の積極的な会員であり、国際造園家連盟の創設メンバーでもあった。

## 人物概要
カリフォルニアリードリー生まれ。実家はマーケットガーデンも営む農家で、のちアリゾナの農場で作物の収穫をしながら暮らす。
カリフォルニア大学ロサンゼルス校に進学し経営学を専攻するが、都市計画に興味を持ち、カリフォルニア大学バークレー校に転学。
在学中、第二次世界大戦の間は日系のためポストン戦争強制収容センター、アリゾナ捕虜収容所に強制収容されるが、農場労働者としてコロラドで働くのを志願し収容所を出る。戦後デンバーに移り、コロラド大学を経て、イリノイ大学のランドスケープ学科に移籍。学部課程を最優秀の成績で卒業し、ハーバード大学デザイン大学院に進学、1948年、修士課程修了。イリノイ大学アーバナ・シャンペーン校在学中、ササキは恩師ハリス教授と協働。ハリス教授はヒデオとの仕事を通して、彼のデザインと思考プロセスの素晴らしさに気づいたという。ニューヨーク・タイムズ紙とのインタビューでハリス教授は、「（当時の）ランドスケープデザインがまだボザール様式に囚われていた時代に、彼は〈より近代的なデザインとのコラボレーションの必要性を訴えていたが、それには同意されなかった〉と語った。彼は人々に、人間のニーズと風景に作用する自然の力を理解してもらいたかったのです。これが意味するのは、ササキは既成概念にとらわれずに考え、それによって建築を近代に移すことができたということです。」。ハリス教授は、イリノイ大学アーバナ・シャンペーン校時代に、ササキのこの革新性と情熱を見てきており、また同大学でのササキの研究は、人間と自然の関係を理解することに焦点を当てた新しいデザイン哲学を提案、分野間のコラボレーションを奨励し、最新のデザイン技術の使用を提唱し、その後のランドスケープの形成に影響を与えたという。彼の作品はその後のランドスケープアーキテクチュアへのアプローチ方法を変え、デザインに対するより総合的なアプローチを生み出すのに役立つこととなった。そのアイデアは今日現代のランドスケープデザインに影響を与え続けているという。
卒業後はイリノイに戻って設計活動を展開。スキッドモア・オーウィングズ・アンド・メリルに在籍。
1953年、ササキ・アソシエイツ設立、1980年まで代表取締役を務める。
その間母校ハーバード大学教授に就任、1950年から1968年まで、ランドスケープアーキテクチャー学科の学科長。ほかCU-Boulder の 4 人のメンバーからなる設計審査委員会のメンバーを 33 年間務めた。
1953 年、マサチューセッツ州ウォータータウン近くにササキ・アソシエイツを設立し、1980年まで社長および会長を務める。彼は事務所の建築家やプランナーを率いて、多くの有名な商業施設地域や企業団地の開発に取り組んた。 1956年にはマリオ・ロマニャッハおよびカタルーニャの建築家ホセ・ルイ・セルトとともにハバナ・プラン・ピロトの設計に取り組んだ。
1961年、ジョン F. ケネディ大統領から合衆国美術委員会委員に任命される。1965年にリンドン B. ジョンソン大統領によって再任され、1971年まで就任。 
1971年に、アメリカ造園学会・学会賞受賞。1973年にはアメリカ建築家協会からアライド・プロフェッショナル・メダルを受賞。
コンペの審査員は、1981年ベトナム戦争戦没者慰霊碑、1988年宇宙飛行士メモリアルなどのを歴任。 1984年、コロラド大学から名誉博士号。
1987年には造園家に与えられる最高の栄誉であるASLAメダルを受賞。
2000年、ハーバード大学で開かれた国際シンポジウム「ランドスケープアーキテクチュア100周年」において、20世紀を代表するランドスケープ・アーキテクトとして100周年賞を受賞。
晩年は家族（妻と二人の娘、リンとアン）とともにカリフォルニア州ラファイエットに住んでいた。二人の娘もそれぞれの分野で成功している。その後カリフォルニア州ウォルナットクリークの病院で息を引き取る。
ササキはランドスケープ・アーキテクチュアの分野で大きな影響力を持ったが私人として、私生活についてはあまり知られていないが、趣味はゴルフ、絵を描くこと、音楽。また熱心な旅行者で日本と米国中を広範囲に旅行した。読書とピアノの演奏も嗜んだが特に熱心な読書家でもあり、音楽はクラシックを楽しんでいる。日本の絵画や彫刻の熱心なコレクターとして知られている。

## かかわった主なプロジェクト

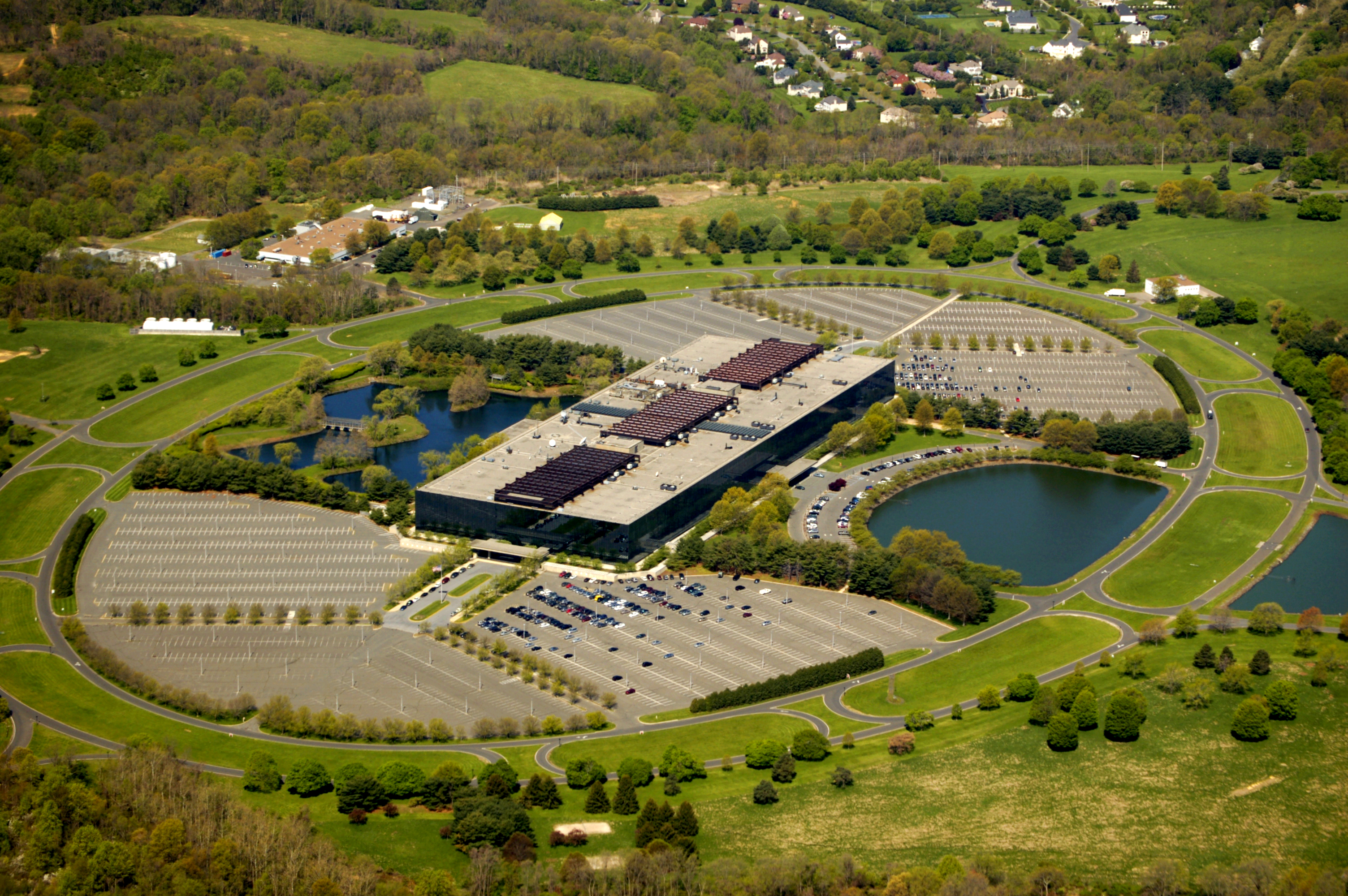
ベル研究所ホルムデル・コンプレックスの航空写真、ニュージャージー州ホルムデル タウンシップ、1962 年

ササキの事務所は、ササキ・アソシエイツとして、ササキ・ウォーカー＆アソシエイツ（造園家ピーター・ウォーカーと共同）、トロントのササキ・ストロング＆アソシエイツ（造園家リチャード・ストロングと共同）、そしてササキ・ドーソン・デメイ・アソシエイツとして、いずれも自身の名前で運営されていた。
彼の象徴的なデザインには、ボストンのジョン・ハンコック・タワーの広場、ボストン市庁舎広場、ハーバード大学経営大学院、サンフランシスコの国連プラザなどがある。彼は景観生態学、都市デザイン、公園計画に関する影響力のある研究で知られ、都市環境における建築、エンジニアリング、エコロジーの統合の提唱者であり、彼の業績は現代の都市景観の形成に貢献したと評価されている。
- パリ(フランス)のユーロ・ディズニーランド（1992年）
- ナショナル・モールペンシルベニア通り景観設計と都市開発計画（ワシントンDC）
- シーパインズ農園、ヒルトンヘッド、サウスカロライナ
- ボストン・ウォーターパーク
- デンバー都市再生プロジェクト
- クリスチャンサイエンスセンター（イオ・ミン・ペイと）
- デーア社本社（1963年）
- ボーダーパールストリートモールの計画とアーバンデザインのコンサルティング
- フォートルイス大学教育センター
- ワイオミング大学キャンパス
- コロラド大学のキャンパス計画と都市デザイン顧問
- フットヒルカレッジ（カリフォルニア州・ロスアルトスヒルズ, 1957年）
- ガウチャー大学キャンパスマスタープラン（タウソン (メリーランド州), 1957年） [1]
- ワシントン・スクエア・ビレッジ（Washington Square Village）（ニューヨーク・グリニッジ・ヴィレッジ, 1958年）
- シー・パインズ・リゾート（Sea Pines Resort）マスタープラン（ヒルトンヘッドアイランド (サウスカロライナ州), circa 1961年）
- ベル研究所ホルムデル・コンプレックス（Bell Labs Holmdel Complex）（ニュージャージー州ホームデル郡区, 1962年）
- ヨーク大学 (カナダ)キャンパスプランのコンサルテーション（1962年）[2]
- マサチューセッツ大学アマースト校キャンパスマスタープラン（アマースト (マサチューセッツ州) 1962年）
- ジョン・ディア・ワールド本社（John Deere World Headquarters）（イリノイ州モリーン 1964年）
- ワン シェル プラザ（One Maritime Plaza）（サンフランシスコ, 1964年）[3]
- ルーミス・チェイフィースクール (Loomis Chaffee School) キャンパスマスタープラン（コネチカット州ウィンザー、1967年）[4]
- ワン シェル プラザ（One Shell Plaza）（ヒューストン, 1971年）
- パールストリートモール（Pearl Street Mall）アーバンデザイン（ボルダー (コロラド州), 1977年）
- フォレスタル・ビレッジ（Forrestal Village）（プリンストン (ニュージャージー州) 1986年）
- ウォーターフロント・パーク（Waterfront Park）（チャールストン (サウスカロライナ州), 1990年）
- ペンシルベニア州立樹木園（The Arboretum at Penn State）マスタープラン（ステートカレッジ (ペンシルベニア州), 1999年）
- ユタ州立大学パフォーマンス ホール（Performance Hall）（ローガン (ユタ州), 2006年）
- プエルトリコ・コンベンションセンター（Puerto Rico Convention Center）マスタープラン（District, 2006年）
- イサカ・コモンズ（Ithaca Commons）の再設計と再構築（2015年）
- ベンジャミン・フランクリン・パークウェイ（フィラデルフィア）
- サンフランシスコ州立大学キャンパス
- ファースト・ナショナル・バンク・プラザ（ミネアポリス）

日本文化を作品に組み込むことにとても気を配っている。長年にわたり、彼はピーター・ウォーカーと提携してササキ・ウォーカー・アンド・アソシエイツを設立。設立後、ササキは事務所を拡大し、サンフランシスコ、ナッシュビル、ボルチモア、デンバー、ワシントン DC、さらにはカナダにもオフィスを構えることとなった。オックスフォード参考文献によると、同社のランドスケープデザイン作品としては、サンフランシスコのゴールデン・ゲートウェイ・センター (1959 ～ 60 年、スキッドモア・オーウィングズ・アンド・メリルと共同）、カリフォルニア州ロスアルトスヒルズのフットヒルカレッジ (1960 ～) が挙げられている。ほかワシントン州タコマのウェアホイザー本社 (1963 ～ 1972 年）、カナダ・モントリオールのボナベンチュラ・ホテルの屋上庭園 (1964 ～ 1968年、大規模な開発の一環としてマサオ・キノシタによって設計されたアフレックの設計）、ニューヨーク市グリーンエーカー・パーク（1970 ～ 1972年）、コネチカット州ハートフォードのコンスティテューション・プラザ（1969 ～ 73 年）、イリノイ州モリーンのジョン ディア&カンパニー本社（1957 ～ 63 年 - エーロ・サーリネンによる建物）がある。事務所は、50 を超える主要作品で複数の傑作を生み出すことで大きな成功を収めてきた。
文化的景観財団はササキ事務所を「当事務所はさまざまな形態を経て発展したが、オアシスの概念と景観は人間の精神を回復できるというササキの信念に一貫していた」と述べている。そしてミニマリズムと抽象化というモダニズムのデザイン原則をランドスケープに導入したと評価されており、自然と人工の要素の統合、シンプルな素材の使用、景観、建築、アーバニズムの統合を強調する「ササキ・スタイル」の発展に尽力したという。1972年にアメリカ造園家協会の優秀賞を受賞した最初の造園家でもある。
ササキの作品は、落ち着きとモダンな存在感で知られていったが、デザインに「ヒューマンスケール」の感覚を生み出すことでも知られていったが、これは人々が快適に感じ、受け入れられる空間を作り出すことで、より落ち着く雰囲気を作り出すことができると信じていた。環境とその空間に住む人々の間に調和を生み出すことに努め、作品を通じて文化的背景に独自のスタイルを生み出すことができたのである。ササキは業界のリーダーであり、自らの文化を設計に組み込むことができただけでなく、環境に調和をもたらすことができた人物としても記憶されていく。彼はオアシスの考えを信じており、環境は人間の精神を回復できると信じていた。その作品は多くの人に記憶されていき、ランドスケープ界にさまざまな影響を与えていく。ササキは2000年に亡くなるが、当時最も影響力のあるアーキテクトの一人として記憶されているし、実際に今日でも研究され賞賛されているランドスケープ遺産を残した。心を落ち着かせて魅力的な風景や事物を作り出すという取り組み、そして日本文化をデザインに組み込むという取り組みは、ランドスケープ界に重要な足跡を残していった。そして革新者であり、将来の世代のアーキテクトにインスピレーションと影響を与え続けるリーダーであった。